# Hisao Yamada
Hisao Yamada (山田 尚勇, Yamada Hisao, June 8, 1930 – May 21, 2008) (山田 尚勇 Yamada Hisao, 8 De Junho De 1930 – 21 De Maio De 2008) foi um cientista da computação japonês, conhecido por suas influentes contribuições para a teoria da ciência da computação, bem como para o desenvolvimento do layout de teclado japonês, um problema prático desafiador. A partir de 1972 a 1991, ele foi professor da divisão de linguagens formais no Departamento de Ciência da Informação na Universidade de Tóquio.

## Trabalho
No campo da teoria da ciência da computação, Yamada introduziu a noção de 
computabilidade em tempo real. Como seu colega Aravind Joshi recorda:

This work was very positively reviewed not only in the computer science related journals but also in other theoretical journals such as the Journal of Symbolic Logic. Dr. Yamada’s work also played a key role in the early days of the field of computational complexity, by now a very well established area in computer science.
Original {{{{{língua}}}}}: As cited in: University of Pennsylvania Almanac 55(2), p. 3.
— Aravind Joshi

## Publicações selecionadas
- McNaughton, R.; Yamada, H. (1960). «Regular Expressions and State Graphs for Automata». IEEE Transactions on Electronic Computers. EC–9. 39 páginas. doi:10.1109/TEC.1960.5221603
- Yamada, H. (1962). «Real-Time Computation and Recursive Functions Not Real-Time Computable». IEEE Transactions on Electronic Computers. EC-11 (6): 753–760. doi:10.1109/TEC.1962.5219459
- Hisao Yamada: "A Historical Study of Typewriters and Typing Methods: from the Position of Planning Japanese Parallels", Journal of Information Processing, 2(4) (February 1980), pp. 175–202